# カインとアベル (2016年のテレビドラマ)
『カインとアベル』は、2016年10月17日から12月19日まで毎週月曜21時 - 21時54分に、フジテレビ系の「月9」枠で放送されたテレビドラマである。主演は、本作が月9初主演となる山田涼介 (Hey! Say! JUMP)。

## あらすじ
高田総合地所株式会社の創立50周年の記念パーティーに社員である高田優の姿がなかった。社長である高田貴行の長男で、優の兄で副社長である高田隆一は優を探しに行く。優はこの会社の一社員であるが何でもこなす隆一と比較され、社員からは冷ややかな目で見られるばかりだった。
そんな時、ある事がきっかけで1人の女性と出会った優は会社のプロジェクトルームでその女性、矢作梓と再会する。

## キャスト

### 主要人物
高田 優（たかだ ゆう）〈24〉
演 - 山田涼介（4歳幼少期：岩田琉聖、10歳幼少期：森田愛蓮）
本作の主人公。高田総合地所株式会社 営業部 5課 社員から取締役に。
兄・隆一の恋人の梓に心惹かれ気になる存在へ、そして禁断の愛に揺れるようになっていく。兄とは比較されて育てられ、他の社員からも冷遇されていたが、ドレイモンドとのリゾートホテルの共同開発の事業のプレゼンが成功した事をきっかけに、風向きが隆一から自分に変わるようになる。それまで父、貴行とは仲が悪かったが、それをきっかけに一気に親密化し、仕事にも意欲的になるが、梓から寿退職する事を聞いた結果、心のバランスを乱す。
高田 隆一（たかだ りゅういち）〈32〉
演 - 桐谷健太（幼少期：高山稜来、青年期：新川五朗）
優の兄。高田総合地所株式会社 副社長。梓は恋人でもあり、婚約者。
バンコクの都市開発の事業をトラブルがありながらも成功させようと頑張ったが、莫大な債務を抱えてしまい、ショックから引きこもる。その後も何とか立ち直そうと再起を試みたが、自分に向かっていた風向きが弟に変わった上に自身の不正を暴かれ、解雇される。
矢作 梓（やはぎ あずさ）〈28〉
演 - 倉科カナ
高田総合地所 横浜支社から本社に異動してきた社員。隆一の恋人だが、優に片思いされる。
隆一と婚約を発表してから、仕事と家庭を両立すべきか悩んだ結果、家庭を優先し、退職する決意をする。
高田 貴行（たかだ たかゆき）〈55〉
演 - 高嶋政伸
優・隆一の父。高田総合地所株式会社 社長。
兄弟では隆一だけを偏愛し育てていたが、優がリゾートホテルの共同開発の為のプレゼンをした結果、隆一より優に仕事を任せようとする。
黒沢 幸助（くろさわ こうすけ）〈58〉
演 - 竹中直人（第4話 - ）
桃子の婚約者。
急に弟に事業を任せるようになった周りに焦る隆一に冷静にアドバイスを送る。
広瀬 早希（ひろせ さき）〈46〉
演 - 大塚寧々
小料理屋「HIROSE」の女将。
高田 桃子（たかだ ももこ）〈56〉
演 - 南果歩
優・隆一の伯母。貴行の姉で宗一郎の長女。高田総合地所株式会社 元専務。
高田 宗一郎（たかだ そういちろう）〈82〉
演 - 平幹二朗（ - 第2話）→寺尾聰（第4話 - ）
優・隆一の祖父。貴行と桃子の父。高田総合地所株式会社 会長。

### 高田総合地所 関係者
団 衛〈50〉
演 - 木下ほうか
営業部 部長から本部長へ昇進。
佐々木 肇〈50〉
演 - 日野陽仁
優の上司。営業部 5課 課長。
柴田 ひかり〈24〉
演 - 山崎紘菜
優の同期。営業部 5課。
優の良き理解者であり、彼に入社直後から好意を寄せている。優の気持ちが自分に向いていないことにも気づいている。
安藤 充〈26〉
演 - 西村元貴
優の同僚。営業部 5課。
三沢 陽太〈25〉
演 - 戸塚純貴
優の同僚。営業部 5課。
青木
演 - 久ヶ沢徹
副社長秘書。
道端
演 - 外川貴博
海外事業部長。
土屋
演 - 河原雅幸
アウトレットプロジェクトチームの社員。
秘書
演 - 真木恵未
社長秘書。
秘書
演 - 宮本大誠
取締役秘書。
伊東
演 - 菊池敏弘
取締役秘書。
役員
演 - 若尾義昭
役員
演 - 野村信次
役員
演 - 戸沢佑介

### その他
柏田 ふみ子
演 - 森澤早苗
高田家の家政婦。
後藤
演 - 今井朋彦
「ピッツェリア マッシモッタヴィオ」店主。
橋本 綾乃
演 - 宮地真緒
橋本の娘。
橋本
演 - 村井國夫
代議士。
田島 文彦
演 - 須永慶
「よつ葉銀行」頭取。
エリック・トンプソン
演 - Brett Coleman
「ドレイモンドリゾート社」社員。リゾート開発のクライアント。
神父
演 - Chris De Montalte
隆一・梓が挙式をした教会の神父。
大田原
演 - 鶴田忍
民栄党代議士。

### ゲスト

#### 第1話
そば屋の主人
演 - 品川徹
「そば茶屋 九拾九坊」店主。
松野
演 - 夏川加奈子
売主。

#### 第2話
長谷川 守
演 - 小林隆
高田総合地所 設計部 設計担当。
神谷 仁
演 - 竜雷太（特別出演）
建築家。わがままで癖が強い。
昔から宗一郎とは知り合いだったが、孫である優には厳しく接する。

#### 第3話
佐野 豊
演 - 田中幸太朗
「白河湖の環境を守ろうの会」代表。
兵頭 光一
演 - イッセー尾形
「東白河商工会議所」会頭。

#### 第6話
高山 晴子
演 - 川口春奈（『Chef〜三ツ星の給食〜』よりスペシャルゲスト）
ケータリングデリバリーの店員。

#### 第7話
スティーブン・ホール
演 - Richard E.Wilson
「ドレイモンドリゾート社」CEO。
通訳秘書
演 - みょんふぁ
スティーブン・ホールの通訳秘書。

#### 第8話
エミリー・ウォーカー
演 - Cynthia Cheston
優のクライアント。

#### 第9話
検察官
演 - 横塚真之介

#### 最終話
ニュースキャスター
演 - 小澤陽子（フジテレビアナウンサー）

## スタッフ
- 原案 - 旧約聖書 創世記 カインとアベルより
- 脚本 - 阿相クミコ、山崎宇子
- 脚本協力 - 金沢達也（第1話）
- デベロッパー監修 - 栗原知己
- 音楽 - 菅野祐悟
- オープニング - ショスタコーヴィチ「交響曲第5番第4楽章」
- 主題歌 - Hey! Say! JUMP「Give Me Love」（ジェイ・ストーム）
- プロデュース - 羽鳥健一、池田拓也、西坂瑞城
- 演出 - 武内英樹、葉山浩樹、谷村政樹、洞功二
- 制作 - フジテレビドラマ制作センター

## 放送日程
| 放送回                                                                       | 放送日   | サブタイトル                            | 脚本       | 演出     | 視聴率 |
| ---------------------------------------------------------------------------- | -------- | --------------------------------------- | ---------- | -------- | ------ |
| 第1話                                                                        | 10月17日 | 僕とアニキの2つの三角関係               | 阿相クミコ | 武内英樹 | 8.8%   |
| 第2話                                                                        | 10月24日 | ハートを掴め!! 恋も仕事も驚きの大逆転   | 阿相クミコ | 葉山浩樹 | 8.6%   |
| 第3話                                                                        | 10月31日 | 超緊急事態! 最大のピンチを乗り越えろ    | 阿相クミコ | 谷村政樹 | 6.9%   |
| 第4話                                                                        | 11月07日 | 奇跡の大逆転! 運命を変えたひらめき!     | 阿相クミコ | 武内英樹 | 7.0%   |
| 第5話                                                                        | 11月14日 | 裏切り? 策略? 愛? 引き裂かれる2人!!     | 山崎宇子   | 洞功二   | 7.6%   |
| 第6話                                                                        | 11月21日 | 嫉妬? 欲望? 転落? 動き出す禁断の恋!!    | 阿相クミコ | 葉山浩樹 | 9.0%   |
| 第7話                                                                        | 11月28日 | 秘密!? 激情!? 策略!? 迫り来る非常な運命 | 阿相クミコ | 谷村政樹 | 8.8%   |
| 第8話                                                                        | 12月05日 | 忍びよる悪魔の誘い 一瞬で奪われる幸せ   | 山崎宇子   | 武内英樹 | 8.4%   |
| 第9話                                                                        | 12月12日 | 衝撃!! 裏切りの瞬間 追い詰められる家族  | 阿相クミコ | 洞功二   | 7.9%   |
| 最終話                                                                       | 12月19日 | 恋に仕事に大波乱!! 最後に起こる奇跡!!   | 阿相クミコ | 武内英樹 | 9.1%   |
| 平均視聴率 8.2% （視聴率はビデオリサーチ調べ、関東地区・世帯・リアルタイム） |          |                                         |            |          |        |

## 関連商品

### ノベライズ
- 青山美智子『カインとアベル（上）』（2016年11月27日、扶桑社文庫、ISBN 978-4594076344）
- 青山美智子『カインとアベル（下）』（2016年12月21日、扶桑社文庫、ISBN 978-4594076351）

### CD
- 菅野祐悟『フジテレビ系ドラマ「カインとアベル」オリジナルサウンドトラック』（2016年11月30日、ポニーキャニオン、PCCR-00643）